# MIGNONNE
『MIGNONNE』（ミニヨン）は、1978年9月21日にRVC（現・Ariola Japan）から発売された大貫妙子の3枚目のスタジオ・アルバム。

## 概要
タイトルの「ミニヨン」は、フランス語で「かわいい女の子」という意味。
音楽評論家の小倉エージをプロデューサーに迎え、制作された。牧村憲一は「ディレクター」の肩書で、宮田茂樹は「レコーディング・ディレクター」の肩書で制作に関わった。RVC移籍第1弾で大々的なプロモーションが行われたことから、大貫はヒットするものと思っていたが、全然売れなかったと述懐している。
後述のように、「横顔」、「突然の贈りもの」など収録曲が多くのアーティストによりカバーされることになる。
移籍以前は、「都会」や「誰のために」など現在の格差社会を予見したような社会性の強い作品だったが、「ミニヨン」は、日本女性の特徴とされていた控えめさ、奥ゆかしさをテーマにした内面性の強い作品だった（「じゃじゃ馬娘」はそのアンチテーゼ ）。
- プロデュース：小倉エージ[1]
- ディレクター：牧村憲一[1]
- レコーディング・ディレクター：宮田茂樹[1]
- 編曲：坂本龍一、瀬尾一三

## 収録曲
- 全曲作詞・作曲：大貫妙子

### LP

#### Side A
1. じゃじゃ馬娘
編曲：瀬尾一三
2. 横顔
編曲：瀬尾一三
3. 黄昏れ
編曲：坂本龍一
4. 空をとべたら
編曲：瀬尾一三
5. 風のオルガン
編曲：瀬尾一三

#### Side B
1. 言いだせなくて
編曲：坂本龍一
2. 4:00A.M.
編曲：坂本龍一
3. 突然の贈りもの
編曲：坂本龍一
4. 海と少年
編曲：坂本龍一
5. あこがれ
編曲：瀬尾一三

### CD
1. じゃじゃ馬娘
2. 横顔
3. 黄昏れ
4. 空をとべたら
5. 風のオルガン
6. 言いだせなくて
7. 4:00A.M.
8. 突然の贈りもの
9. 海と少年
10. あこがれ

## 発売履歴
| 発売日         | レーベル     | 規格       | 規格品番   | 備考             |
| -------------- | ------------ | ---------- | ---------- | ---------------- |
| 1978年9月21日  | RVC          | LPレコード | RVL-8035   |                  |
| 1978年9月21日  | RVC          | カセット   | RCJ-1596   |                  |
| 1985年2月21日  | RVC          | CD         | RHCD-518   | 初CD化           |
| 1986年2月15日  | RVC          | カセット   | MDC7-1016  | 再発売           |
| 1989年11月21日 | BMGビクター  | CD         | B25D-13012 | 再発盤           |
| 1994年10月21日 | BMGビクター  | カセット   | BVCR-8004  | Q盤(音パレード)  |
| 1999年6月23日  | BMG JAPAN    | CD         | BVCK-38065 | RCA・CD名盤選書  |
| 2006年12月20日 | BMG JAPAN    | CD         | BVCK-37117 | 紙ジャケット仕様 |
| 2008年1月23日  | BMG JAPAN    | CD         | BVCK-18019 | 再発盤           |
| 2018年5月23日  | Ariola Japan | LPレコード | BVCK-37117 | 再発盤           |
| 2021年11月10日 | Ariola Japan | CD         | MHCL-10148 | SACD Hybrid盤    |
| 2022年8月6日   | Ariola Japan | LPレコード | MHJL-21    | 再発盤           |

## カバー
- EPO - 「横顔」（アルバム『POPTRACKS』収録）
- 大橋トリオ - 「突然の贈りもの」（アルバム『FAKE BOOK』収録）
- 大村憲司 - 「突然の贈りもの」（アルバム『Leaving Home best live tracks Ⅱ』収録。大貫も参加。）
- 奥田民生 - 「突然の贈りもの」（アルバム『大貫妙子トリビュート・アルバム -Tribute to Taeko Onuki-』収録）
- 紀の国屋バンド - 「4:00A.M.」（アルバム『STREET SENSATION』収録）
- 竹内まりや - 「突然の贈りもの」（アルバム『BEGINNING』収録）
- 徳丸純子 - 「横顔」（アルバム『青のないパレット』収録）
- NapsaQ - 「突然の贈りもの」（アルバム『青春ソングリクエスト』収録）
- Bank Band - 「突然の贈りもの」（アルバム『沿志奏逢』収録）
- 槇原敬之 - 「海と少年」（アルバム『Listen To The Music』収録）
- 森丘祥子 - 「突然の贈りもの」（アルバム『夢で逢えたら』収録）
- 矢野顕子

「横顔」（アルバム『SUPER FOLK SONG』収録）
「突然の贈りもの」（アルバム『Piano Nightly』収録）
「海と少年」（アルバム『峠のわが家』収録）